# كورتيزون
الكورتيزون هو هرمون الستيرويد المكون من 21 ذرة كربون. وهو واحد من الهرمونات الرئيسة المفرزة من الغدة الكظرية  كاستجابة للإجهاد. من حيث التركيب الكيميائي،  هو كورتيكوستيرويد  شبيه  بالكورتيزول.  يستخدم لعلاج مجموعة متنوعة من الأمراض، يمكن إعطاؤه عن طريق الوريد، الفم، المفصل وعبر الجلد. الكورتيزون يكبح جهاز المناعة، وبالتالي يقلل الالتهاب والألم المصاحب والتورم في موقع الإصابة. المخاطر موجودة، ولا سيما في الاستخدام على المدى الطويل.
- هرمون الاستيرويد القشري (الكورتيزول) مثل كربوهيدرات التحكم في الكورتيزول، والدهون والأيض القشري للبروتينات هي مضادات للالتهاب من خلال الحد من الدسم الفسفوري، والحد من عمل الأحماض وعدد من الآليات الأخرى.
- الالدوستيرون مثل الكتروليتات التحكم في الالدوستيرون ومنسوب المياه، وذلك أساسا عن طريق تعزيز استبقاء الصوديوم في الكلى.
- ومن الهرمونات الطبيعية الشهيرة هي الكورتيزون (C21H30O4)، والكورتيزون (17-هيدروكسي-11-الديهيدروكورتيكوستيزون، C21H28O5) والألدوستيرون.

## التاريخ
الكورتيزون تم اكتشافه لأول مرة من قبل الكيميائيين الأمريكيين إدوارد كالفين كيندال(Edward Calvin Kendall) وهارولد ميسون (Harold L. Mason) أثناء إجرائهم  بحوثًا  في مايو كلينيكMayo) Clinic). منح كيندال جائزة نوبل في الفسيولوجيا أو الطب  عام1950  مع فيليب هنش (Philip S. Hench ) وتاديوس رايخشتاين (Tadeus Reichstein) وذلك لاكتشافهم هرمونات قشرة الغدة الكظرية، هياكلها، ووظائفها. كما اتضح أن كلا رايخشتاين وفريق (O. Wintersteiner)  و(J. PFIFFNER)  قد قاموا باستخراج   المركب منفصلاً  قبل  ميسون / كيندال، لكنهم فشلوا في التعرف على أهميته الحيوية.  مساهمات  تمكن  الدكتور ميسون  في معرفة خصائص هذا المركب و آلية تبلوره  قد نسيت عموماً  خارج  مايو كلينك.
الكورتيزون تم إنتاجه لأول مرة تجاريًا من قبل شركة ميرك اند كو (Merck & Co). في 30 سبتمبر 1949, بيرسي جوليان (Percy Julian) أعلن عن تطور في آلية  إنتاج الكورتيزون من حموض المرارة (bile acids ). هذا التطور ألغى الحاجة لاستخدام أكسيد الأوزميوم الرباعي  (osmium tetroxide); الذي  هو مادة كيميائية  نادرة و مكلفة و خطيرة. في الولايات المتحدة في أوائل الخمسينات  تعاون موظفا المعهد الوطني للبحوث الطبية جون كورنفورث و كينيث كالو مع غلاكسو سميث كلاين (Glaxo) لإنتاج الكورتيزون من الستيرويد صابونين (hecogenin ) المستخرج من  نبات أغاف سيزال .

## الإنتاج
الكورتيزون هو أحد النواتج  النهائية لعملية تصنيع الستيرويد (steroidogenesis  ). تبدأ هذه العملية بصنع  الكولسترول، والتي تنتقل بعد ذلك من خلال سلسلة من التعديلات في الغدة الكظرية (فوق الكلية) لإنتاج أحد الهرمونات الستيرودية . أحد المنتجات النهائية  لهذا المسار هو الكورتيزول, ليفرز الكورتيزول من الغدة الكظرية سلسلة  من التفاعلات يجب أن تحدث. الهرمون المسؤول عن إفراز الكورتيكوتروبين يفرز من غدة تحت المهاد يحفز الكورتيكوتروف في الغدة النخامية الأمامية لإفراز الكورتيكوتروبين، الذي يرسل الإشارة إلى قشرة الغدة الكظرية، هنا، المنطقة الحزمية و المنطقة الشبكية تفرز جلوكوكورتيكويد خاصة كورتيزول استجابة للكورتيكوتروبين. في الأنسجة الطرفية، يتم تحويل الكورتيزول لالكورتيزون بواسطة انزيم 11 بيتا ستيرويد ديهيدروجيناز( النازع للهيدروجين). الكورتيزول أنشط ستيروديا من الكورتيزون. وبالتالي الكورتيزون يمكن اعتباره الأيض  غير النشط  من الكورتيزول. ومع ذلك يمكن لهذا الإنزيم أن يحفز التفاعل العكسي أيضا، وبالتالي الكورتيزون هو المادة البدائية غير الفعالة للكورتيزول . يتم تنشيط الكورتيزون عن طريق هدرجة المجموعة 11 كيتون، و الكورتيزول. و بالتالي يشار إليه أحيانا باسم الهيدروكورتيزون.

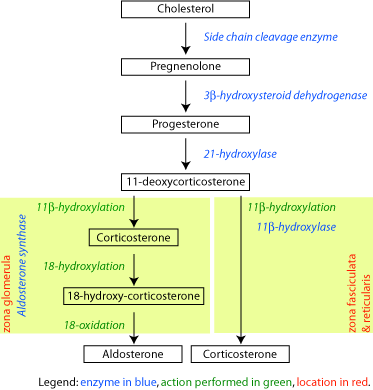
كورتيكوستيرويد السكروز

## التأثيرات و الاستخدامات

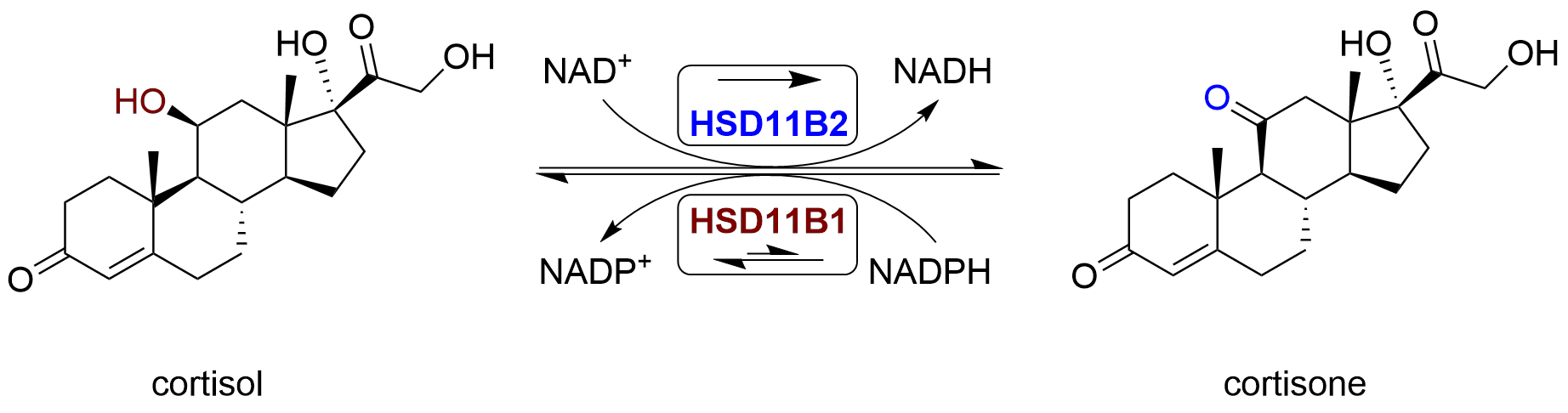
توازن الكورتيزول والكورتيزون

الكورتيزون و الجلوكوكورتيكويد , والإدرينالين الهرمونات الثلاثة التي يستخدمها الجسم للتعامل مع حالات التوتر، سواء عن طريق رفع ضغط الدم و تهيئة الجسم للحالة المناسبة قد يستخدم الكورتيزون عندما يعطى بشكل إبر في علاج الألم لفترة قصيرة، و يقلل الانتفاخ نتيجة الالتهاب في المفاصل والأوتار والرضّات مثلا الركبة و الكوع و الظهر.
قد يستخدم الكورتيزون لتقليل جهاز المناعة و تثبيطه بشكل علاجي في حالات أمراض المناعة الذاتية و حالات زراعة الأعضاء لمنع الجسم من رفضها. وتقليل المناعة،  أحيانًا يستخدما في علاج الالتهابات.
يستخدم الكورتيزون في علاج التهابات الحلق الشديدة جدًا خاصة التي تحدث مع مرض كثرة الوحيدات الخمجية.  الكورتيزون لا يقلل مدة الالتهاب الفيروسي لكن يستخدم لزيادة راحة المريض و التقليل من أعراض صعوبة الكلام و صعوبة البلع التي تنتج من الالتهاب الفيروسي، ولكنها تستخدم لزيادة الراحة للمريض مع صعوبة في الكلام أو البلع نتيجة لتورم الحلق الناجم عن عدد كريات الدم البيضاء.
يستخدم الكورتيزون عن طريق أخصائيي الجلد لعلاج حالات الأكزيما و الجدري   و التهاب الجلد التأتبي ( نوع من الأكزيما) و يستخدم لوقف تطور مرض الغرناوية أو داء الساركويد.

## الأعراض الجانبية
استخدام الكورتيزون عن طريق الفم له العديد من الأعراض الجانبية التي تؤثر على الجسم بشكل عام المحتملة ارتفاع السكر، مقاومة الخلايا للأنسولين،  السكري ، هشاشة العظام، قلق،  اكتئاب، انقطاع الطمث، إعتام عدسة العين، متلازمة كشنغ، زيادة ضغط العين، و العديد من الأعراض الأخرى .
هناك بعض من الأعراض الجانبية النادرة منها : ألم، التهابات، تصبغ و تغير بلون الجلد، فقدان الأنسجة الدهنية، ضرر و تمزق بالأربطة و الأوتار.

## اقرأ أيضا
- اعتلال الشبكية المصلي المركزي
- كورتيزول

### الفهرس
- Bonagura J., DVM.؛ وآخرون (2000). Current Veterinary Therapy. ج. 13. ص. 321–381.
- Ingle DJ (أكتوبر 1950). "The biologic properties of cortisone: a review". J. Clin. Endocrinol. Metab. ج. 10 ع. 10: 1312–54. DOI:10.1210/jcem-10-10-1312. PMID:14794756. مؤرشف من الأصل في 2019-12-13.
- Woodward R. B., Sondheimer F., Taub D. (1951). "The Total Synthesis of Cortisone". Journal of the American Chemical Society. ج. 73 ع. 8: 4057–4057. DOI:10.1021/ja01152a551.{{استشهاد بدورية محكمة}}:  صيانة الاستشهاد: أسماء متعددة: قائمة المؤلفين (link)